# Джей Ді Венс
Джеймс Девід «Джей Ді» Венс (англ. James David "JD" Vance, уроджений Джеймс Дональд Боуман; 2 серпня 1984) — 50-й віцепрезидент США, екссенатор і венчурний капіталіст, відомий своїми мемуарами Hillbilly Elegy: A Memoir of a Family and Culture in Crisis. Член Республіканської партії США
Автор книжки «Сільська елегія» (англ. «Hillbilly Elegy: A Memoir of a Family and Culture in Crisis», букв.: «Елегія селюка: Спогади про сім’ю та культуру, що переживають кризу»), у якій ностальгує за минулим свого рідного міста — Мідлтаун у штаті Огайо. Видання ввійшло у списки бестселерів «Нью-Йорк таймс» у 2016 і 2017 роках, стало фіналістом Літературної премії миру Дейтона 2017 року. За її мотивами вийшов фільм на Netflix. Книжка привернула значну увагу національних ЗМІ під час Президентських виборів у США 2016 року, ставши своєрідним вікном у білий робітничий клас.

## Раннє життя
Джеймс Девід Венс народився в серпні 1984 року в Мідлтауні, штат Огайо, регіон так званого Rust Belt, що можна перекласти як «іржавий пояс», колись чи не найбільша індустріальна частина США. Проте з часом велика кількість підприємств змушена була закритись, а це, своєю чергою, призвело до витоку людей з регіону, безробіття та бідності.
Джеймс є сином Дональда Боумена і Бев Венс. Його сестра, Ліндсі, народилася, коли матері було дев'ятнадцять років. Його батько залишив його матір, медсестру, і завів нову сім'ю. Упродовж його дитинства мати Венса боролася з героїновою та опіоїдною залежністю. Його виховували насамперед бабуся і дідусь.

## Освіта
Венс навчався у середній школі невеликого міста Мідлтаун, державній середній школі у рідному місті. Закінчивши школу, він вступив на службу в корпус морської піхоти США і служив в Іраку, працюючи у зв'язках із громадськістю.
Венс пізніше закінчив університет штату Огайо, університет в Коламбусі, штат Огайо. Під час перебування в штаті Огайо працював на республіканського сенатора Боба Шулера.
Після цього Венс відвідував Єльську школу права, де познайомився зі своєю майбутньою дружиною. У перший рік навчання в Єлі його наставник і професор, Емі Чуа переконала його написати мемуари.

## Життя і кар'єра
Після юридичної школи Венс працював керівником венчурної фірми під назвою Mithril Capital Management LLC., власником якої був Пітер Тіль.
У грудні 2016 року Венс вказав, що він планує перебратися в Огайо, щоб заснувати некомерційну організацію і потенційно піти у велику політику та працювати над розв'язанням проблеми наркоманії. Некомерційна організація називається Our Ohio Renewal.
У січні 2017 року Венс почав робити внесок у CNN. У квітні Рон Говард взявся за режисуру фільму, заснованого на Hillbilly Elegy.
Венс вже тоді розглядав можливість балотуватися у Сенат як республіканець, але не зробив цього. На загальних виборах 8 листопада 2022 року Венс обійшов кандидата-демократа Тіма Раяна, отримавши 53 % голосів, і став сенатором 118-го Конгресу США від Огайо.
Опівночі 10 січня 2025 року Венс подав у відставку із Сенату напередодні своєї інавгурації як 50-го віцепрезидента Сполучених Штатів 20 січня 2025 року.
20 січня 2025 року Венс склав присягу як 50-й Віцепрезидент США.

## Особисте життя
Венс одружився у 2014 році з однією зі своїх однокласниць по школі права, Ушею Чилукурі, жінкою індійського походження. Уша здобула ступінь бакалавра історії в Єльському університеті та ступінь магістра філософії в Кембриджському університеті. Вона працювала клерком судді Верховного Суду Джона Робертса, проте Венс звільнилася з роботи після того, як Трамп обрав Джей-Ді Венса своїм кандидатом у віцепрезиденти.
Станом на 2014 рік Уша Венс була зареєстрованою демократкою, але останні записи показують, що станом на 2022 рік вона була зареєстрованою республіканкою.
У пари є три дитини: Юен, Вівек та Мірабель.
У 2022 році вона взяла участь у політичній рекламній кампанії Венса, коли він балотувався до Сенату в Огайо, де описала його як «неймовірного батька» і «мого найкращого друга» на тлі монтажу зображень Венса в дитинстві, коли він грався з їхніми дітьми.

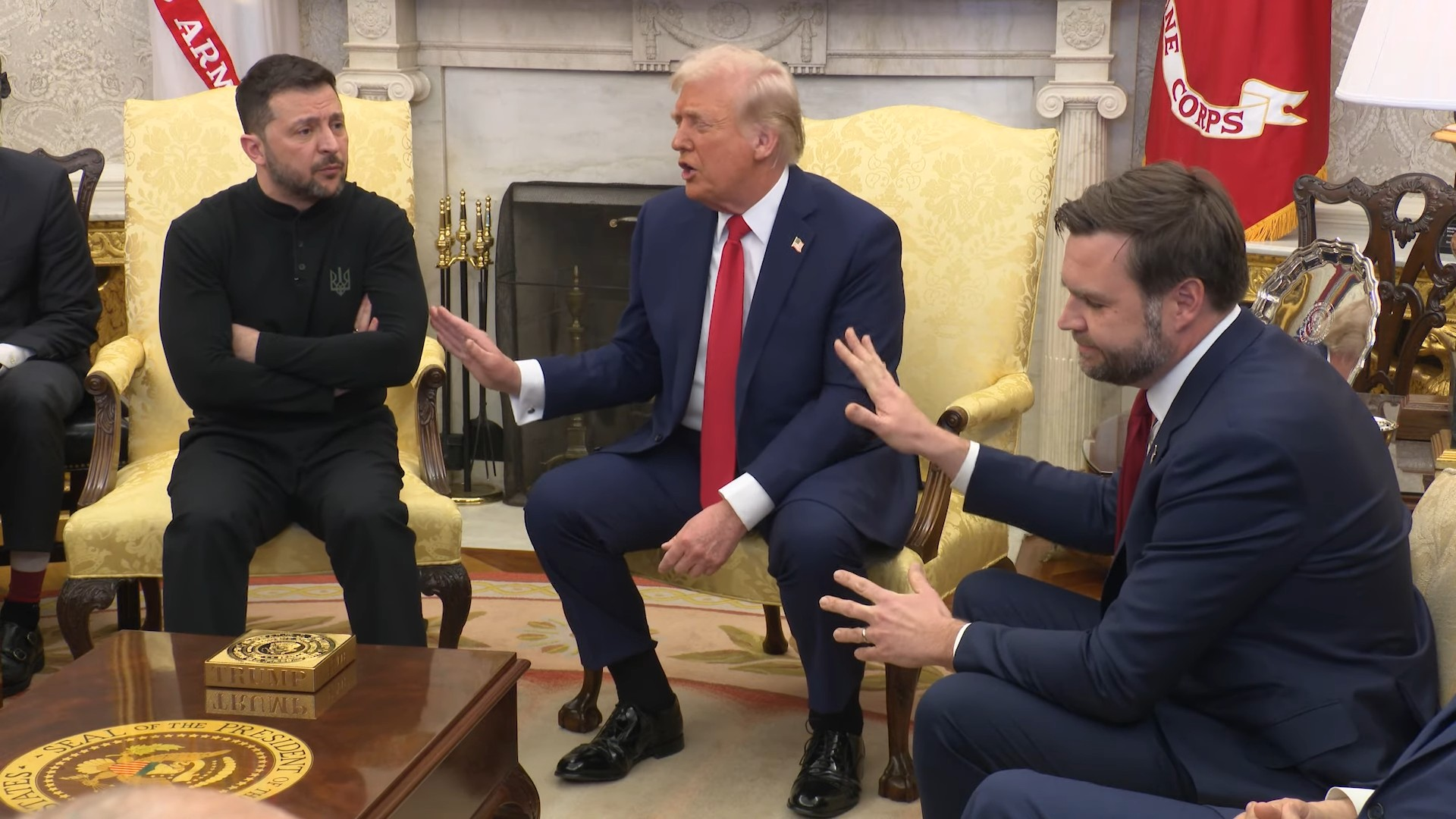
Володимир Зеленський, Дональд Трамп та Джей Ді Венс (праворуч) говорять один з одним на підвищених тонах під час зустрічі в Овальному кабінеті

## Твори
- JD Vance (June 2016). Hillbilly Elegy: A Memoir of a Family and Culture in Crisis. Harper Press. ISBN 9780062300546. Архів оригіналу за 18 січня 2018. Процитовано 16 січня 2018.
У 2020 році вийшла екранізація цього твору, яку зрежисував Рон Говард, а Джеймса Девіда Венса зіграв Габріель Бассо.

## Політичні позиції

### Російсько-українська війна
Під час інтерв'ю в подкасті зі Стівом Бенноном у лютому 2022 року Венс наголосив: «Чесно кажучи, мені абсолютно байдуже, що станеться з Україною в тому чи іншому випадку». 24 лютого 2022 року Венс назвав Володимира Путіна «злою людиною», однак додав, що «зовнішньополітичний істеблішмент, який привів Україну на бійню, не заслуговує нічого, крім презирства». У вересні 2022 року в інтерв'ю з WTVG під час обговорення поглядів сенатора Портмана Джей Ді Венс дещо змінив свої погляди щодо України:
Він (сенатор Портман), звичайно, має рацію в тому, що Україна — наш великий союзник, і ми хочемо, щоб українці були успішними. Але я вважаю, що ми повинні дійти до певного моменту, і в цьому ми розходимося в думках. Урешті-решт, ми повинні зупинити грошовий потік в Україну. Ми не можемо фінансувати довгостроковий військовий конфлікт, який, як мені здається, в кінцевому підсумку приносить збитковий прибуток нашій власній країні.
У жовтні того ж року Венс продовжив наполягати на скороченні фінансування України з боку США: «Адміністрація Байдена, схоже, сонно крокує до ядерної війни. Я б поставив свої гроші на південний кордон, замість того щоб запускати тонни грошей в Україну».

20 квітня 2023 року Венс разом з 18 іншими представниками Республіканської партії США підписав листа президенту США Джо Байдену, у якому зазначається, що «необмежена допомога Україні Сполученими Штатами Америки має бути припинена», і що ті, хто підписав листа, «рішуче виступатимуть проти всіх майбутніх пакетів допомоги, якщо ці пакети допомоги не будуть пов'язані зі прозорою дипломатичною стратегією довести цю війну до швидкого завершення». У грудні 2023 року Венс наголосив, що Україна повинна поступитися власними територіями для закінчення війни з Росією:
Вона (війна) закінчиться так, як закінчувалися майже всі війни: коли люди домовляються, і кожна сторона поступається чимось, чим вона не хоче поступатися… Ніхто не може пояснити мені, як це закінчиться без деяких територіальних поступок щодо кордонів 1991 року.
Голосував проти надання критичної допомоги Україні 24 квітня 2024 року. 12 вересня того ж року на подкасті у Шона Раяна Джей Ді Венс сказав, що «неправдиво» і «неправильно» вважати підтримку України гуманітарною і «казковим мисленням» розглядати Україну як «добро», а Росію як «зло».
8 травня 2025 року в інтерв’ю Fox News Венс наголосив, що в інтересах Сполучених Штатів збереження України як суверенної держави, і Росія не може розраховувати, що отримає території, які вона не окупувала. 

## Погляди
Вагомий вплив на погляди Джей Ді Венса справили антиліберальні ідеологи та правохристиянська політична теологія. Зокрема Джей Ді Венс неодноразово посилався і цитував Кертіса Ярвіна, американського блогера, який разом із філософом Ніком Лендом заснував антиегалітарний і антидемократичний рух «Темне Просвітництво». Кертіс Ярвін стверджує, що американська демократія має бути замінена монархією, і держава повинна управлятись елітами подібно до великих корпорацій.
Вагомий вплив на погляди Джей Ді Венса також справив професор Пол Кан, фахівець з конституційного права та прав людини в Юридичній школі Єльського університету. Під час навчання Джей Ді Венс став його помічником і навіть жив у нього вдома. Від Кана він успадкував ідеї політичної теології та політичного постлібералізму. У січні 2025 року став спікером американського «Марша за життя» — щорічної акції, яку проводять американські борці з абортами.